# Voleibol na Universíada de Verão de 1977

## Quadro de medalhas
| Ordem | País                | Medalha de ouro | Medalha de prata | Medalha de bronze |   |
| ----- | ------------------- | --------------- | ---------------- | ----------------- | - |
| 1     | BUL Bulgária        | 1               |                  | 1                 | 2 |
| 2     | URS União Soviética | 1               |                  |                   | 1 |
| 3     | TCH Checoslováquia  |                 | 1                |                   | 1 |
| 3     | CUB Cuba            |                 | 1                |                   | 1 |
| 5     | PRK Coreia do Norte |                 |                  | 1                 | 1 |